# Emili Prunés i Sató
Emili Prunés i Sató fou membre de la Junta de Govern Republicana Provisional de Manresa, del 14 d'abril de 1931, regidor del primer ajuntament republicà (1931) i alcalde durant un període de la guerra. Va ser condemnat a 6 anys i un dia de presó per auxilio a la Rebelión.